# Iuri Jirkov
Iuri Valentinovich Jirkov (Tambov, 20 de agosto de 1983) é um ex-futebolista russo que atuava como lateral-esquerdo.

## Seleção Nacional
Estreou pela Seleção Russa principal em 1 de março de 2006 em partida amistosa contra o Brasil.